# 胡社生行
胡社生行，現稱彌敦道655號商業中心（655 Nathan Road），是香港一座商業大樓，位於九龍旺角彌敦道655號，港鐵旺角站上蓋，旺角滙豐大廈旁邊。大樓分別有兩個主入口，一個通往低層食肆（近港鐵旺角站 E1 出口） ，另一個入口則通往高層商業用戶 （近旺角滙豐大廈）。

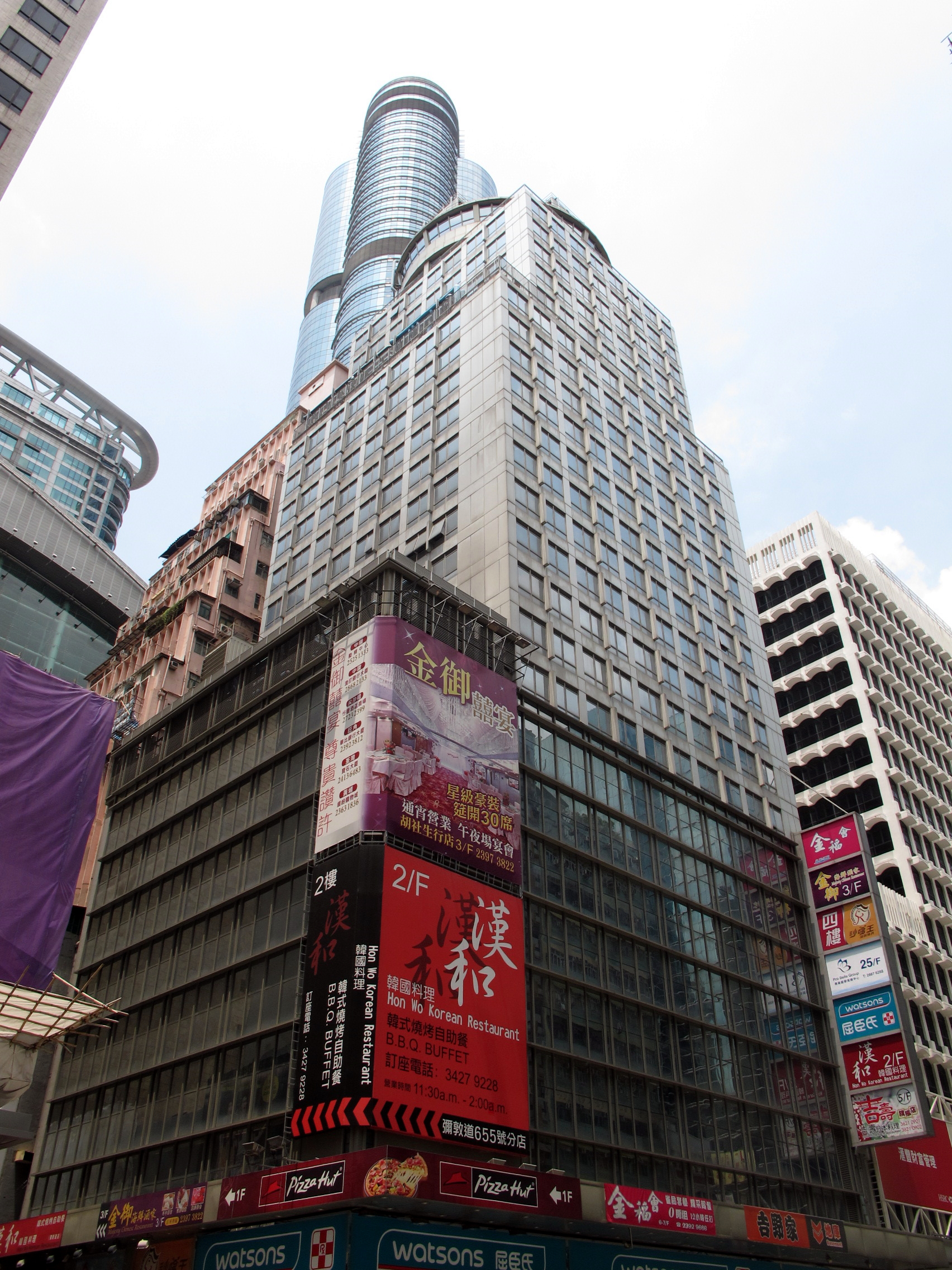
胡社生行

在很多舊相片看，以前的胡社生行曾經是在旺角中最高的大廈。但隨著旺角的城市發展，胡社生行的周圍都興建了不少新式的商業大廈，有些新的大廈更高於胡社生行。

## 歷史
大廈於1966年落成（59年前），樓高26層，為當時區內最高建築物，並以頂層設有全香港首個旋轉餐廳而著名。
胡社生行由合和實業創辦人胡應湘之父胡忠興建，並以其父胡社生命名（其後到了1978年，身為建築師的胡應湘亦跟隨父親，親自設計並興建了灣仔合和中心，其62樓同樣地開設了旋轉自助餐餐廳）。

## 香港首個旋轉餐廳
胡社生行的旋轉餐廳位於頂層26樓，為全港第一間旋轉餐廳，室內地台每一小時轉一圈。最初為西餐廳，名為仙后旋轉餐廳，當年更請得邵氏紅星何莉莉剪綵（藝人張敬軒於2018年重現仙后旋轉餐廳，名為JUNON 仙后餐廳，位於灣仔胡忠大廈2樓，主打傳統法國菜）。約1980年代改為中式酒樓。直到1996年酒樓結業後，該層改作一般辦公室出租（現租客為 cccdi ltd.，從事新媒體及互動數碼顧問、研發、設計及推廣），室內地台從此不再轉動，但其圓碟型的外觀一直維持至今。

## 鄰近
- 砵蘭街
- 奶路臣街
- 朗豪坊
- 港鐵旺角站E1出口
- 雅蘭中心一期
- 上海街